# Affaire Spanner
Pour les articles homonymes, voir Spanner.
L'affaire Spanner est une affaire judiciaire concernant des pratiques appelées sadomasochistes (ou SM, ou encore BDSM) entre hommes qui a eu lieu dans les années 1990.

## Détails
Cette affaire a été ouverte au début des années 1990 au Royaume-Uni par une enquête policière visant un groupe d'hommes pratiquant le sadomasochisme en groupe.
Ces hommes ont été inculpés une première fois par la justice britannique, alors qu'aucun acte non consentant n'avait été constaté (sur les vidéos saisies, qui ont été tournées lors des séances notamment), et qu'aucune plainte n'avait été déposée par les « soumis ». Le juge a considéré que ces actes jouant parfois avec la douleur, avec des marquages physiques (sans mise en danger des personnes la « subissant ») ne pouvaient pas être demandés, que les soumis étaient nécessairement non consentants. Ce juge niait donc le sadomasochisme comme pratique sexuelle consentie. Ce jugement réservait la possibilité de se frapper consensuellement, ou marquer, à des activités telles la boxe, le tatouage, mais l'interdisait dans un jeu sexuel. 
Les personnes inculpées (y compris les « soumis », pour complicité) et leurs soutiens ont tenté de faire annuler ce jugement en le portant devant la Cour européenne des droits de l'homme. Le verdict, rendu en 1997, a confirmé le jugement britannique. Plusieurs hommes ont été condamnés à 3 ans de prison.
Ce procès est à l'origine du « Spanner Trust », association britannique qui milite pour que les pratiques SM ne soient plus menacées par la loi. Une SM Pride a eu lieu à Londres à la suite de ce procès.

## Biographie
- Daniel Borrillo et Danièle Lochak (dir.), La liberté sexuelle, Paris, Presses universitaires de France, 2006 (ISBN 978-2130548898)